# Leucocitose
A leucocitose é o aumento no número de glóbulos brancos, por volume de sangue circulante. O fenómeno inverso (i. e., a redução do número de leucócitos) é conhecido por leucopenia ou leucocitopenia.

## Causas de Leucocitose
Causada, na maioria das vezes, por início de combates a infecções ou por descontrole em divisões celulares.
Ocorre em muitas circunstâncias diferentes e constitui um valioso meio de diagnóstico de certas doenças. Contudo, também pode ser o resultado de uma reacção normal em certas condições, como a gravidez, a menstruação e o exercício muscular. À parte esses casos, a leucocitose é geralmente devida à existência de um processo inflamatório. Assim, no decurso de muitas doenças infecciosas agudas, como, por exemplo, a pneumonia, o número destes glóbulos brancos está muito aumentado.

## Leucocitose e Leucemia
É comum que muitas pessoas façam esta associação assim que recebem um resultado positivo de leucocitose. Porém, ter leucocitose não significa estar com leucemia. Qualquer infecção pode fazer o corpo responder com uma produção explosiva de leucócitos. A Leucemia pode ser descartada após um simples Hemograma. O problema maior está no fato de que estes leucócitos circulam pelos vasos sanguíneos disputando espaço com todas as outras substâncias que já circulam por lá. E isto deve ser tratado com urgência pois há o risco de rompimento destes vasos. Neste caso, geralmente o paciente é tratado com antibióticos aplicados diretamente na corrente sanguínea. Estes antibióticos reagem contra todas as bactérias do organismo, inclusive as da flora intestinal que ajudam na transformação dos alimentos em fezes. Ao eliminar-se a infecção, é natural que a população de leucócitos baixe novamente.